# أندي هالدين
أندي هالدين (بالإنجليزية: Andy Haldane) هو اقتصادي بريطاني، ولد في 18 أغسطس 1967.